# Länsväg 210
Länsväg 210 går sträckan Norsholm (E4) - Söderköping - Tyrislöt.
Hela sträckan ligger i Östergötlands län och är 69 km lång.

## Anslutningar
- E4 (nära Norsholm)
- Länsväg 215 (vid E4 nära Norsholm)
- E22 (i Söderköping)

Ändpunkten Tyrislöt ligger på ön Norra Finnö i Östergötlands skärgård.

## Historia
Vägen mellan Norsholm och Söderköping gavs nummer 140 på 1940-talet, vilket ändrades till 210 på 1960-talet. Vägen mellan Söderköping och Tyrislöt gavs numret 210 på 1980-talet och hade inget nummer innan dess. Vägen följer i huvudsak samma sträckning som på 1950-talet, men vissa sträckor öster om Söderköping har byggts senare. Lagnöbron till Norra Finnö öppnades 1975. Innan dess var det färja, med ganska mycket köer sommartid.